# 日本テレビ系列夕方6時35分枠の帯アニメ
日本テレビ系列夕方6時35分枠の帯アニメ（にほんテレビけいれつゆうがたろくじさんじゅうごふんわくのおびアニメ）は、1966年1月3日から1971年9月25日まで日本テレビ系列局が毎週月曜 - 土曜 18:35 - 18:45 （日本標準時）に編成していた日本テレビ製作のテレビアニメ作品の一覧である。

## 概要
1966年1月に18:15 - 18:45に編成されていた箱番組（特定の曜日に放送される番組）が15分繰り上がったのに伴い、それまで『3社ニュース』・ドラマ（『轟先生』など）・児童向け奇術番組・海外アニメ（『少年シンドバッド』など）を放送していた18:00 - 18:10の帯ゾーンが繰り下がる形で誕生した枠で、初期は1話完結形式のギャグアニメ『とびだせ!バッチリ』などを放送。同作から日本放送映画（後の東京テレビ動画）が同枠を独占し『冒険少年シャダー』からは6回1話完結形式に変更する。その次作『夕やけ番長』からは劇画ブームに因み、劇画調原作付きアニメを放送した。その後、1971年9月終了の『男どアホウ!甲子園』（再放送）を以て、5年9ヶ月・全7作を放送した当枠アニメは幕を降ろした。
18:00 - 18:10時代には任天堂などがスポンサーに付いていたが、本枠放送作品は全てPT番組 (NSP) で、特定のスポンサーを付けずに放送されていた。

## 放送作品一覧
『冒険少年シャダー』の第7話以降とそれ以後の作品群は、6回（1週）かけて一話完結の形式で放送されていた。
| 作品名            | 作品名           | 放送期間                       | 話数 | 制作会社           | 原作者               |
| ----------------- | ---------------- | ------------------------------ | ---- | ------------------ | -------------------- |
| まんがホームラン  | まんがホームラン | 1966年1月3日 - 5月21日         |      |                    |                      |
| 遊星ぼうやドド    | 遊星ぼうやドド   | 1966年5月23日 - 11月12日       | 78   | ハラスとバチェラー | Lady Stearn Robinson |
| とびだせ!バッチリ | 本放送           | 1966年11月14日 - 1967年4月15日 | 132  | 日本放送映画       | 岡本光輝             |
| とびだせ!バッチリ | 再放送           | 1967年4月17日 - 9月16日        | 132  | 日本放送映画       | 岡本光輝             |
| 冒険少年シャダー  | 本放送           | 1967年9月18日 - 1968年3月16日  | 156  | 日本放送映画       | 岡本光輝             |
| 冒険少年シャダー  | 再放送           | 1968年3月18日 - 9月28日        | 156  | 日本放送映画       | 岡本光輝             |
| 夕やけ番長        | 本放送           | 1968年9月30日 - 1969年3月29日  | 156  | 東京テレビ動画     | 梶原一騎 荘司としお  |
| 夕やけ番長        | 再放送           | 1969年3月31日 - 9月27日        | 156  | 東京テレビ動画     | 梶原一騎 荘司としお  |
| 男一匹ガキ大将    | 本放送           | 1969年9月29日 - 1970年3月28日  | 156  | 東京テレビ動画     | 本宮ひろ志           |
| 男一匹ガキ大将    | 再放送           | 1970年3月30日 - 9月26日        | 156  | 東京テレビ動画     | 本宮ひろ志           |
| 男どアホウ!甲子園 | 本放送           | 1970年9月28日 - 1971年3月27日  | 156  | 東京テレビ動画     | 佐々木守 水島新司    |
| 男どアホウ!甲子園 | 再放送           | 1971年3月29日 - 9月25日        | 156  | 東京テレビ動画     | 佐々木守 水島新司    |